# Estação Raiymbek batyr
Raiymbek Batyr (em cazaque:  Райымбек батыр) é uma das estações terminais da linha Primeira do metropolitano de Almati, no Cazaquistão.